# Al-Faw-Halbinsel

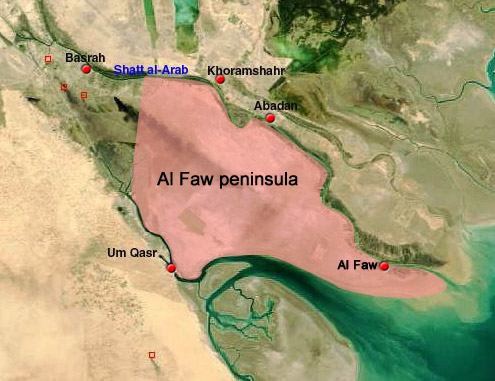
al-Faw-Halbinsel

Die Halbinsel al-Faw (arabisch شبه جزيرة الفاو, DMG Šibh Ǧazīrat al-Fāw; auch Fao oder Fawr genannt) ist eine Halbinsel am Persischen Golf im äußersten Südosten des Irak. Die sumpfige Halbinsel liegt 20 km südöstlich der drittgrößten irakischen Stadt Basra und ist Teil des Deltas des Flusses Schatt al-Arab (Arvand Rud), der durch den Zusammenfluss der großen Flüsse Euphrat und Tigris entsteht. Die Halbinsel al-Faw grenzt im Nordosten an den Iran, mit den Städten Abadan und Chorramschahr auf der gegenüberliegenden Seite des Schatt al-Arab, und im Südwesten an Kuwait, gegenüber der Insel Bubiyan und der Insel Warba. Umm Qasr befindet sich im Osten.
Al-Faw, die einzige bedeutende Stadt auf der Halbinsel und Namensgeberin, ist ein Fischerort und Hafen, der während der Präsidentschaft von Saddam Hussein den Hauptstützpunkt der irakischen Marine darstellte. Der Rest der Halbinsel al-Faw ist ansonsten nur dünn besiedelt, es gibt nur wenige Gebäude oder Siedlungen, und die meisten der knapp 42.000 Einwohner (2018) sind in der Fischerei, der Ölindustrie oder der Schifffahrt tätig. Auf der Halbinsel befinden sich eine Reihe wichtiger Ölinstallationen, insbesondere die beiden wichtigsten irakischen Öltankterminals: Khor al-Amaya und Mina al-Bakr. Sie besitzt eine strategische Position, da von hier aus der Zugang zur Wasserstraße Schatt al-Arab und damit der Hafen von Basra kontrolliert werden kann.

## Geschichte
Während des iranisch-irakischen Krieges in den 1980er Jahren war al-Faw aufgrund seiner strategischen Lage an der Spitze der umstrittenen Wasserstraße Schatt al-Arab erbittert umkämpft und Schauplatz zahlreicher Gefechte. Am 11. Februar 1986 nutzten die Iraner die Schwäche der irakischen Verteidigungsanlagen an der Südspitze der Halbinsel aus und starteten einen Überraschungsangriff auf die irakischen Truppen, die al-Faw verteidigten. Die irakischen Einheiten, die für die Verteidigung zuständig waren, bestanden größtenteils aus schlecht ausgebildeten Wehrpflichtigen der irakischen Volksarmee, die zusammenbrachen, als sie plötzlich von gut ausgebildeten iranischen Pasdaran (Revolutionsgarden) angegriffen wurden.
Die Besetzung von al-Faw brachte Basra in Gefahr, angegriffen zu werden und die Iraner nutzten die Halbinsel auch als Abschussrampe für Silkworm-Raketen, die gegen die Schifffahrt und die Ölterminals im Persischen Golf und auch gegen Kuwait eingesetzt wurden, das den Irak während des gesamten Krieges unterstützte. Durch den Einsatz von Sarin-Nervengas, Artilleriebeschuss und Luftangriffen vertrieben die Iraker die Iraner schließlich innerhalb von 35 Stunden im April 1988 von der Halbinsel, wobei ein Großteil ihrer Ausrüstung unversehrt blieb. Das Ereignis wurde unter dem Regime von Saddam Hussein als offizieller Nationalfeiertag begangen und als Tag der Befreiung von Faw gefeiert. Er ließ deshalb den al-Faw-Palast in Bagdad errichten.
Der Zweite Golfkrieg von 1991 wurde südlich und westlich von al-Faw ausgetragen, aber die militärischen Einrichtungen der Halbinsel wurden während des Konflikts von den alliierten Streitkräften stark bombardiert. Die alliierten Streitkräfte legten den gesamten Schiffsverkehr Iraks lahm und machten damit seinen Zugang zum Schatt al-Arab und zum Persischen Golf unbrauchbar.
Die Halbinsel war eines der ersten Ziele der Koalitionstruppen bei der Invasion des Irak 2003, an der britische, amerikanische und polnische Truppen beteiligt waren. Die Halbinsel fiel schnell an die Koalitionstruppen, die Schlacht um Umm Qasr dauerte aber mehrere Tage.
2021 befand sich ein großer Seehafen auf der Halbinsel im Bau. Über die Iraq Development Road soll dieser mit der Türkei verbunden werden und einer der größten Häfen des Nahen Ostens werden.